# ريال سوسيداد
نادي ريال سوسيداد (أو المجتمع الملكي لكرة القدم) (بالإسبانية: Real Sociedad de Fútbol) هو نادي كرة قدم إسباني من سان سباستيان في إقليم الباسك يلعب في الدوري الإسباني الدرجة الأولى «لا ليغا». أُسِس في عام 1909. أحرز لقب الدوري الإسباني مرتين متتاليتين موسمي 1980–81 و1981–82، ولقب كأس ملك إسبانيا موسم 1986–87، وكأس السوبر الإسباني عام 1982. هبط النادي في عام 2007 إلى مصاف الدرجة الثانية، إلا أنه عاد منذ عام 2010.

## التاريخ
ريال سوسيداد، نادي كرة قدم اسباني شهير ينتمي لمدينة سان سباستيان في اقليم الباسك، تأسس عام 1909. حقق ريال سوسيداد لقب الدوري مرتين وحصل على المركز الثاني خلف ريال مدريد عام 2003 في واحدة من أجمل سنوات الدوري الاسباني، ويخوض النادي ديربي الباسك ضد أتلتيك بلباو. قضى ريال سوسيداد فترة 40 سنة متتالية في الدرجة الأولى الاسبانية قبل أن يهبط عام 2007، ليعود في موسم 2010-2011 ويستمر حتى الآن. كرة القدم جاءت لمدينة سان سباستيان عبر طلبة وعمال اسبان عائدين من بريطانيا، فأسسوا عام 1904 نادي سان سباستيان ريكريشن، ليتأسس نادي ريال سوسيداد لاحقاً على أنقاض النادي السابق عام 1909. ويعني اسم ريال سوسيداد "Royal Society" ، أي الجمعية الملكية، علماً أنه في العصر الجمهوري ما بين 1931-1939 تم تغيير الاسم إلى دونوستيا. ألوان قميص ريال سوسيداد مشتقة من أعلام مدينة سان سباستيان. ريال سوسيداد وصل إلى نصف نهائي دوري أبطال أوروبا عام 1983 قبل أن يخرج أمام الفائز باللقب لاحقاً هامبورج، كما أنه حافظ على لقب الدوري ما بين 1980-1982 ليفوز بلقبي الدوري الوحيدين. فوز ريال سوسيداد بلقب الدوري الإسباني، جعل من مدينة سان سباستيان أصغر مدينة اسبانية تفوز بلقب الدوري، وعدد سكانها 180 ألف. حسب أخر الاحصائيات يملك ريال سوسيداد شعبية تقدر بـ 1.3% من الشعب الإسباني، مما يجعله في المرتبة العشرين حسب شعبية الأندية، حيث أنه متأثر كثيراً باسمه الملكي في اقليم يطالب بالانفصال مما جعل نظيره أتلتيك بلباو يملك 7.3% من الشعبية في المركز الخامس.
ظهر ريال سوسيداد في البطولات الأوروبية 16 مرة، منها 4 مرات في دوري الأبطال، ومرة في كأس أوروبا لحاملي الكأس، والباقي كان في الدوري الأوروبي. أفضل إنجاز لريال سوسيداد في هذه المشاركات كان الوصول لنصف نهائي دوري الأبطال موسم 1982-1983، حيث خرج أمام المتوج لاحقاً بالبطولة هامبورج، عقب تعادله 1-1 ذهاباً والخسارة 1-2 إياباً في المانيا. وتعد الخسارة أمام ليفربول 0-6 في موسم 1975-1976 في بطولة الدوري الأوروبي - كأس الاتحاد الأوروبي آنذاك - هي الأقسى لسلتا فيجو أوروبياً، في حين يعد فوزهم 3-0 على دينامو موسكو الأكبر وذلك خلال موسم 1998-1999 في بطولة الدوري الأوروبي أيضاً.
في عام 2008، في الاجتماع العام السنوي لنادي ريال سوسيداد، اتهم إيناكي باديولا، رئيس النادي في ذلك الوقت، إدارة النادي السابقة بشراء مواد منشطة. في عام 2013، أجرى باديولا مقابلة مطولة اتهم فيها رئاسة خوسيه لويس أستيازاران بدفع ما يصل إلى 300 ألف يورو إلى يوفيميانو فوينتيس لتعاطي المنشطات للاعبين في الفريق بين عامي 2001 و2007. نفى خوسيه لويس أستيازاران، الذي كان رئيسًا لريال سوسيداد بين عامي 2001 و2005، هذه الادعاءات.

## الإنجازات
الدوري الإسباني
- البطل (2): 1980–81، 1981–82
  - الوصيف (3): 1979–80، 1987–88، 2002–03

كأس ملك إسبانيا
- البطل (3): 1908–09، 1986–87، 2019-20
  - الوصيف (5): 1910، 1913، 1928، 1951، 1987–88

كأس السوبر الإسباني
البطل (1): 1982
دوري الدرجة الثانية الإسباني
- البطل (3): 1948–49، 1966–67، 2010–09

بطولة جيبوزكوا
البطل (6): 1918–19، 1922–23، 1924–25، 1926–27، 1928–29، 1932–33

## تشكيلة الفريق

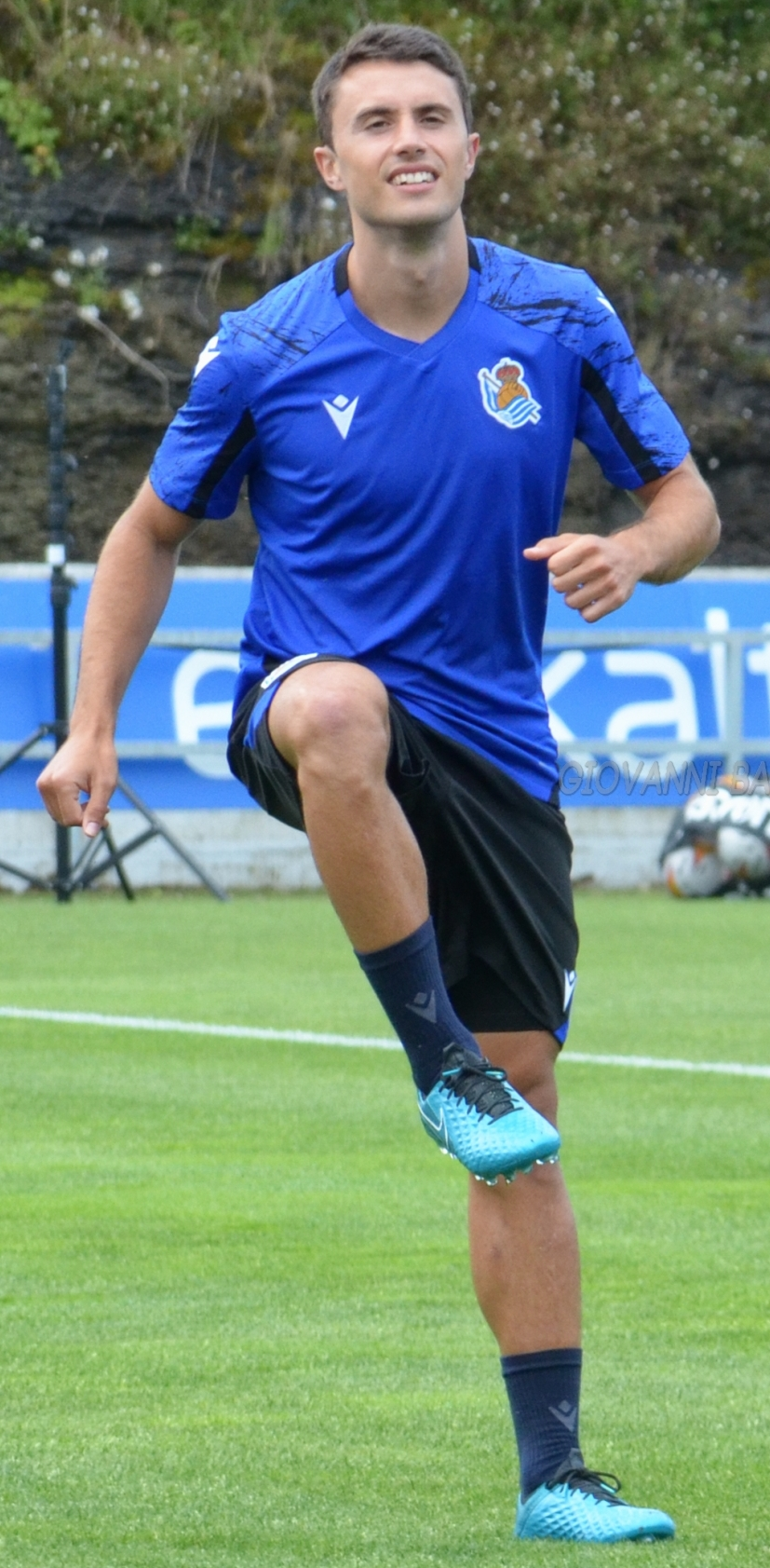
آسير إياراميندي قائد الفريق

آخر تحديث 19 سبتمبر 2022.
ملاحظة: تشير الأعلام إلى المنتخب بحسب قواعد الأهلية المعتمدة من قبل الفيفا؛ تنطبق بعض الاستثناءات المحدودة. وقد يحمل اللاعبون أكثر من جنسية لا تعترف بها الفيفا.
| الرقم | البلد   | المركز | اللاعب                 |
| ----- | ------- | ------ | ---------------------- |
| 1     | إسبانيا | حارس   | أليكس ريميرو           |
| 2     | إسبانيا | مدافع  | ألكس سولا              |
| 3     | إسبانيا | وسط    | مارتن زوبيميندي        |
| 4     | إسبانيا | وسط    | آسير إياراميندي (c)    |
| 5     | إسبانيا | وسط    | إيغور زوبيلديا         |
| 6     | إسبانيا | مدافع  | أريتز إيلوستوندو (c.3) |
| 7     | إسبانيا | مهاجم  | اندير بارينتشيا        |
| 8     | إسبانيا | وسط    | ميكل ميرينو (c.4)      |
| 9     | إسبانيا | مهاجم  | كارلوس فرنانديز لونا   |
| 10    | إسبانيا | مهاجم  | ميكيل أويارزابال (v-c) |
| 11    | فرنسا   | مهاجم  | محمد علي شو            |
| 12    | إسبانيا | مدافع  | أيهن مونيوز            |
| 13    | إسبانيا | حارس   | Andoni Zubiaurre       |

| الرقم | البلد   | المركز | اللاعب                                   |
| ----- | ------- | ------ | ---------------------------------------- |
| 14    | اليابان | وسط    | تاكيفوسا كوبو                            |
| 15    | إسبانيا | مدافع  | دييغو ريكو                               |
| 16    | إسبانيا | وسط    | اندير غيفارا                             |
| 17    | إسبانيا | وسط    | روبرت نافارو                             |
| 18    | إسبانيا | مدافع  | أندوني غوروسابيل                         |
| 19    | النرويج | مهاجم  | أليكسندر سورلوث (إعارة من آر بي لايبزيغ) |
| 20    | إسبانيا | مدافع  | جون باتشيكو                              |
| 21    | إسبانيا | وسط    | دافيد سيلفا                              |
| 22    | إسبانيا | وسط    | بينات تورينتيس                           |
| 23    | إسبانيا | وسط    | برايس منديز                              |
| 24    | إسبانيا | مدافع  | روبين لو نورماند                         |
| 25    | نيجيريا | مهاجم  | عمر صادق                                 |

## لاعبون بارزون
من بين اللاعبين البارزين الذين لعبوا مع ريال سوسيداد من خارج إسبانيا:
- جون ألدريج
- أنطوان غريزمان
- مارك غونزاليس
- داركو كوفاسيفيتش
- نهاد قهوجي
- إيميليو إنسوي
- ريكاردو سا بينتو
- دياتمار كوباور
- كارلوس فيلا
- ديمتري خوخلوف
- موتيو أديبوجو
- مارتين أوديغارد

من إسبانيا:
- إيمانول أغيريتشي
- تشابي ألونسو
- دافيد سيلفا
- خوسيه دييغو
- ميكيل أرامبورو
- أوغستين أرانزابال
- إينيغو مارتينيز
- لويس أركونادا
- بيدرو ماريا أرتولا
- خوسيه ماري باكيرو
- تشيكي بيغريستين
- جوسيبا إتشبيريا
- ميغيل أنخيل فوينتيس
- ألبرتو غوريز
- سيلفستر إيجوا
- خوان أنطونيو إيبينا
- روبرتو لوبيز إيفارتي
- دافيد زوروتوزا
- خافيير دي بيدرو
- خيسوس ماريا ساتروستيغي
- خافيير أوروتيكويتشيا
- خيسوس ماريا زامورا

## وصلات خارجية
- الموقع الرسمي للنادي (بالإنجليزية) (بالإسبانية) (بالبشكنشية)